# Yaxchilán

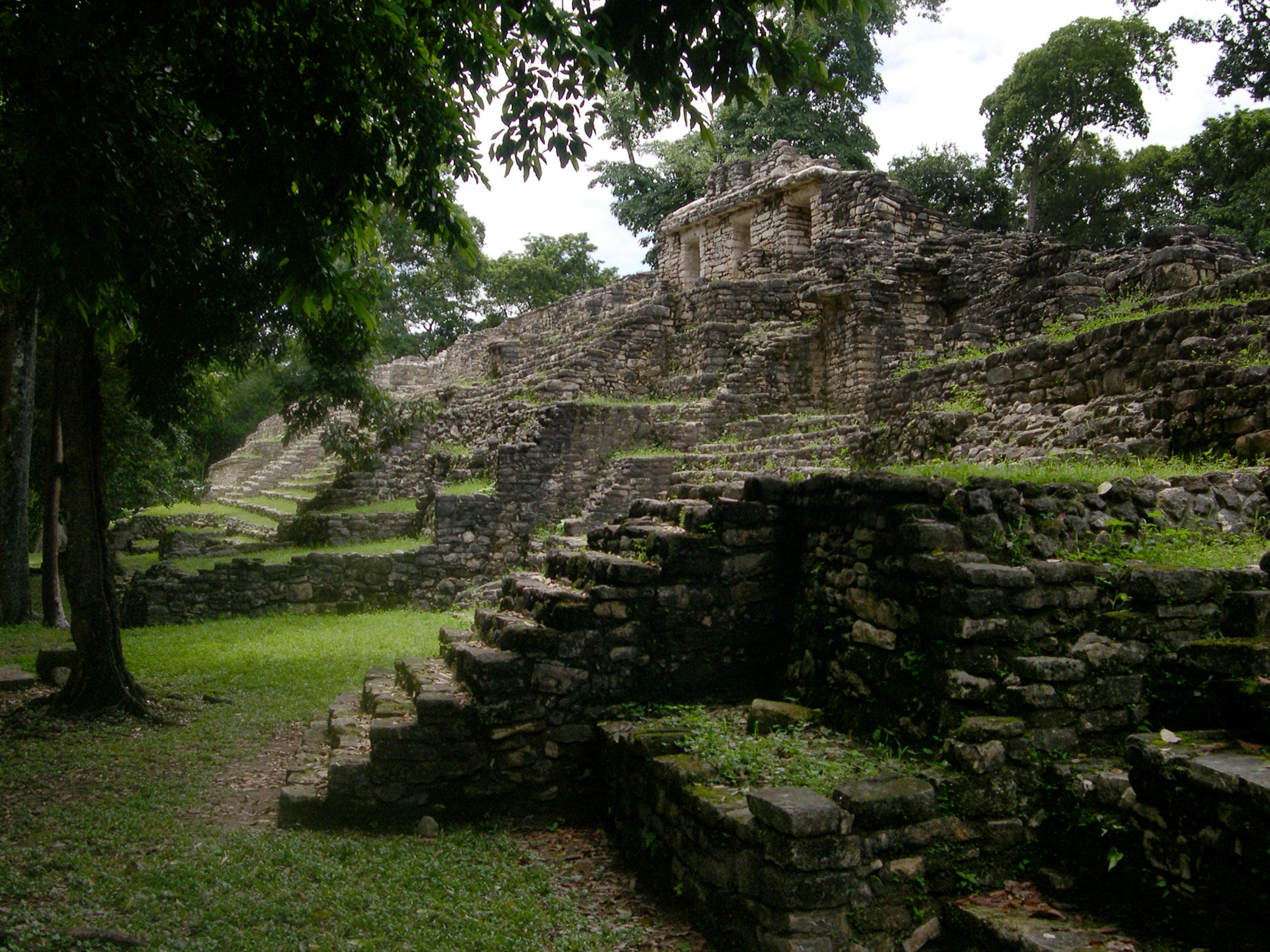
Eine der Pyramiden auf der oberen Terrasse von Yaxchilán

Yaxchilán ist eine historische Maya-Stadt am Fluss Usumacinta im heutigen mexikanischen Bundesstaat Chiapas. Yaxchilán ist bekannt für die große Zahl an dort gefundenen Skulpturen.

## Name
Der historische Name der Stadt lautete wahrscheinlich Pa' Chan. Der heutige Name Yaxchilán („Grüne Steine“) wurde der Maya-Stadt Ende des 19. Jahrhunderts von dem deutschösterreichischen Archäologen Teobert Maler gegeben. Andere Namensvorschläge, die sich aber nicht durchsetzten, waren Lorillard Ville durch Désiré Charnay zu Ehren des Forschers Pierre Lorillard und Menché durch Alfred Maudslay.
Im Zuge der Entzifferung der Maya-Hieroglyphen wurde der ursprüngliche Name des Ortes gesucht und eine Glyphe als Emblem der Stadt ermittelt, die laut Simon Martin und Nikolai Grube zunächst als Siyaj Chan („im Himmel geboren“, nacido en el cielo oder „geborener Himmel“, cielo nacido) gelesen wurde. Laut einer Publikation von Martin von 2004 ist die Glyphe allerdings als Pa' Chan [paʔ tʃan] („Geteilter Himmel“, cielo partido) zu lesen.

## Lage

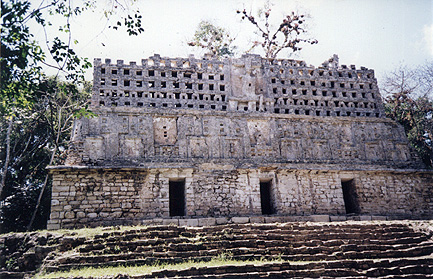
Der Große Tempel (Templo Mayor) in Yaxchilán

Vogelopfer durch Lacandonen an Kultstein in Form eines Götterkopfes, Yaxchilán, August 1999. Photographie von Reinhard Krüger

Die Stadt Yaxchilán liegt in einer Flussschleife am Rio Usumacinta unweit der Grenze zwischen Mexiko und Guatemala, wird somit an drei Seiten von einem Fluss begrenzt.
Lange führte keine Straße näher als 100 Meilen an die Stadt heran. Der einzige Weg nach Yaxchilán bestand in einer hunderte Meilen langen Flussreise oder in der Anreise per Flugzeug. Erst als Mexiko die Autostraße entlang der Grenze zu Guatemala Anfang der neunziger Jahre ausbaute, wurde die Stadt touristisch erschlossen. Nun ist es zumindest möglich, während einer einstündigen Bootsfahrt auf dem Usumacinta die Stadt zu erreichen.
Yaxchilán wird bis heute manchmal noch von traditionell lebenden Lacandonen aufgesucht, um die alten Maya-Götter zu verehren.

## Geschichte
Yaxchilán war während der Klassik eine bedeutende Stadt und die dominante Macht in der Region Usumacinta. Die Stadt herrschte über andere kleinere Städte wie Bonampak und war lange Zeit mit Piedras Negras verbündet und zumindest kurzzeitig auch mit Tikal. Yat-Balam, Gründer einer lange Zeit herrschenden Dynastie, erlangte den Thron am 2. August 320, als Yaxchilán noch eine unbedeutende Stadt war. Unter der Herrschaft seiner Nachfolger wuchs der Stadtstaat zur Hauptstadt der Region heran. Mit der rivalisierenden Stadt Palenque führte sie im Jahr 654 Krieg. Die Dynastie überdauerte bis ins frühe 9. Jahrhundert. Yaxchilán hatte seine größte Macht während der langen Herrschaft von König Schild-Jaguar II., der 742 über 90-jährig starb.

## Erforschung

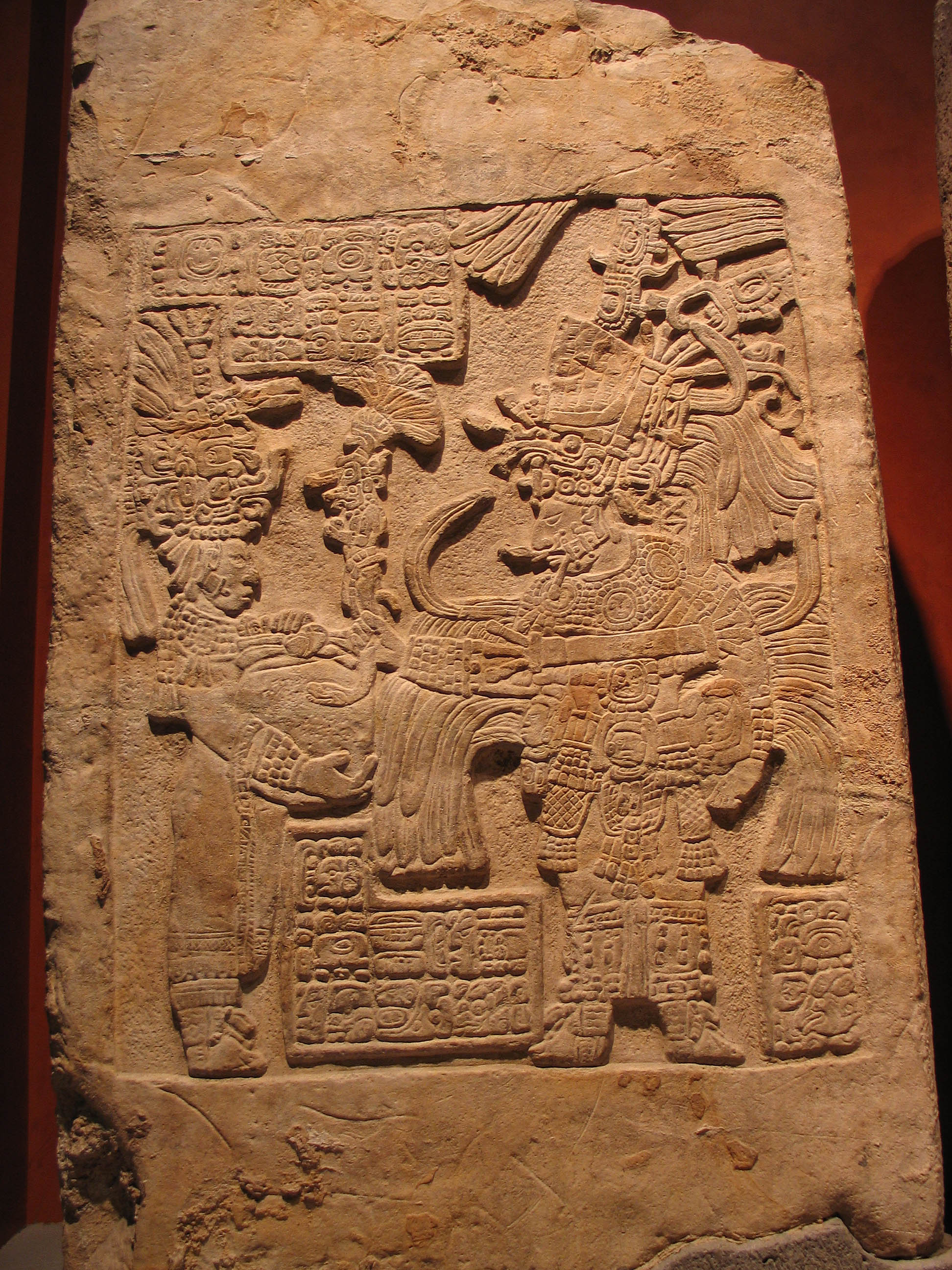
Dintel No. 53, Museo Nacional de Antropología, Mexiko-Stadt

Die erste bekannte neuzeitliche Erwähnung der Stadt findet sich in einer Aussage von Juan Galindo im Jahr 1833. Professor Edwin Rockstoh von der guatemaltekischen Nationaluniversität besuchte die Stadt 1881 und veröffentlichte einen kurzen Bericht. Die Entdecker Alfred Maudslay und Désiré Charnay besuchten die Stadt nur Tage hintereinander im Jahr 1882 und publizierten weitere, detailliertere Berichte über die Ruinen mit Zeichnungen und Fotografien. Teobert Maler besuchte Yaxchilán wiederholt von 1897 bis 1900 und schrieb 1903 eine Dokumentation über die Stadt und andere nahegelegene Orte.
Nachdem die mexikanische Regierung die Ruinenstätte ab 1927 bewachen ließ, führte Sylvanus Morley 1931 eine Expedition der Carnegie Institution nach Yaxchilán, die die Stadt vermaß und weitere Monumente entdeckte. Einen wichtigen Durchbruch bei der Erforschung der Dynastien der klassischen Periode der Maya lieferte in den Jahren 1963 und 1964 Tatiana Avenirovna Proskouriakoff, die durch die Entzifferung der Inschriften von Yaxchilán die dynastische Geschichte der Stadt ausarbeiten konnte.
Das mexikanische Nationalinstitut für Anthropologie und Geschichte (INAH) führte von 1972 bis 1973 und nochmals 1983 eine archäologische Untersuchung in der Stadt durch. Weitere Ausgrabungen fanden Anfang der 1990er statt. In neuester Zeit ist Yaxchilán jedoch durch einen geplanten Staudamm bedroht.